# Ambroise Mbaka Kawaya Swana
 (février 2025).
La mise en forme du texte ne suit pas les recommandations de Wikipédia : il faut le « wikifier ».
Les points d'amélioration suivants sont les cas les plus fréquents. Le détail des points à revoir est peut-être précisé sur la page de discussion.
- Les titres sont pré-formatés par le logiciel. Ils ne sont ni en capitales, ni en gras.
- Le texte ne doit pas être écrit en capitales (les noms de famille non plus), ni en gras, ni en italique, ni en « petit »…
- Le gras n'est utilisé que pour surligner le titre de l'article dans l'introduction, une seule fois.
- L'italique est rarement utilisé : mots en langue étrangère, titres d'œuvres, noms de bateaux, etc.
- Les citations ne sont pas en italique mais en corps de texte normal. Elles sont entourées par des guillemets français : « et ».
- Les listes à puces sont à éviter, des paragraphes rédigés étant largement préférés. Les tableaux sont à réserver à la présentation de données structurées (résultats, etc.).
- Les appels de note de bas de page (petits chiffres en exposant, introduits par l'outil «  Source ») sont à placer entre la fin de phrase et le point final[comme ça].
- Les liens internes (vers d'autres articles de Wikipédia) sont à choisir avec parcimonie. Créez des liens vers des articles approfondissant le sujet. Les termes génériques sans rapport avec le sujet sont à éviter, ainsi que les répétitions de liens vers un même terme.
- Les liens externes sont à placer uniquement dans une section « Liens externes », à la fin de l'article. Ces liens sont à choisir avec parcimonie suivant les règles définies. Si un lien sert de source à l'article, son insertion dans le texte est à faire par les notes de bas de page.
- La présentation des références doit suivre les conventions bibliographiques. Il est recommandé d'utiliser les modèles {{Ouvrage}}, {{Chapitre}}, {{Article}}, {{Lien web}} et/ou {{Bibliographie}}. Le mode d'édition visuel peut mettre en forme automatiquement les références.
- Insérer une infobox (cadre d'informations à droite) n'est pas obligatoire pour parachever la mise en page.

Pour une aide détaillée, merci de consulter Aide:Wikification.
Si vous pensez que ces points ont été résolus, vous pouvez retirer ce bandeau et améliorer la mise en forme d'un autre article.
 (juillet 2024).
 (juillet 2024).
Ambroise Mbaka Kawaya Swana (19 mai 1949 - 10 juillet 2015) était un ingénieur et dirigeant minier congolais connu pour son travail de pionnier dans l'industrie métallurgique de la République démocratique du Congo. Il a occupé divers postes influents à la Gécamines et au sein du gouvernement congolais, contribuant de manière significative au développement et à l'avancement du secteur minier du pays.
Ambroise Mbaka Kawaya Swana est né le 19 mai 1949 à Dilolo, province du Katanga, dans l'actuelle province du Lualaba en République démocratique du Congo. Ayant grandi dans une région riche en ressources minérales, il a développé très tôt un intérêt pour les mines et la métallurgie.

## Biographie

### Éducation secondaire
Il termine ses études secondaires avec un diplôme de Technicien A2 en électricité et électronique de l'Institut Mutoshi en 1968. Cette formation technique a jeté une base solide pour ses futures études et sa carrière dans la métallurgie.

### Université de Lubumbashi
Ambroise a poursuivi ses études à l'Université de Lubumbashi, l'une des principales institutions du pays. En 1973, il obtient le diplôme d'ingénieur civil métallurgique, dans le cadre de la deuxième promotion de l'université. Son excellence académique et son expertise technique le distinguent comme l’un des jeunes ingénieurs prometteurs de sa génération.

### Spécialisation à l'étranger
À la recherche de connaissances avancées et d'une formation spécialisée, Ambroise Mbaka Kawaya Swana part à l'étranger pour poursuivre ses études en hydrométallurgie et en raffinage du cuivre. Il s'est spécialisé dans les domaines suivants :
- Hydrométallurgie des métaux non ferreux : cela comprenait une spécialisation dans l'extraction et le raffinage de métaux tels que le cuivre, le cobalt, le zinc et le nickel, ainsi que de métaux précieux comme l'or et le platine.
- Affinage électrolytique du cuivre : Il a acquis une expertise dans le raffinage électrolytique du cuivre, essentiel à la production de cathodes de cuivre de haute pureté.

#### Études et formations en Belgique
L'un des moments forts de son parcours éducatif a été sa formation à l'usine OLEN de la Métallurgie Hoboken-Overpelt en Belgique. Ce séjour de formation lui a permis de :
- Se spécialiser en électroraffinage du cuivre.
- Réaliser des études sur le raffinement du cuivre blister congolais à l'usine OLEN.
- Développer les conditions opérationnelles pour le raffinage du cuivre congolais, qui ont ensuite contribué aux initiatives locales de raffinage du cuivre à Lubumbashi.

Cette exposition internationale a non seulement amélioré ses compétences techniques, mais lui a également fourni une perspective plus large sur les pratiques et les innovations métallurgiques.

## Carrière professionnelle

### Gécamines (1973 – 1998)

#### Premières années et réalisations (1973 – 1974)
Ambroise Mbaka a commencé sa carrière à la Gécamines en 1973 en tant qu'ingénieur chef de service dans les usines de Shituru à Likasi. Il a été le premier ingénieur métallurgique civil zaïrois à la Gécamines, marquant une étape importante pour l'expertise locale en matière de leadership. Pendant son mandat :
- La Gécamines visait à augmenter la production de cuivre de 475 000 tonnes à 600 000 tonnes par an.
- La Délégation générale, conduite par Umba Kiamitala, a décidé que les ingénieurs zaïrois devraient diriger cette expansion.

#### Directeur de division hydrométallurgique circuit cuivre (1977 – 1986)
De 1977 à 1986, Mbaka Kawaya a été directeur de division hydrométallurgique circuit cuivre des usines Luilu à Kolwezi. Ses contributions notables comprenaient :
- Démarrage des usines hydrométallurgiques de cuivre et de cobalt à Luilu en 1978.
- Lancement de l'exploitation de la première raffinerie électrolytique de cuivre à Luilu avec une production de cathodes Grade A.
- Amélioration de la qualité des cathodes en cuivre de la Gécamines jusqu'à une pureté de 99,99%.
- Réalisation d'études sur l'affinage du cuivre blister congolais à l'usine OLEN en Belgique.

#### Directeur adjoint des usines hydrométallurgiques et thermiques (1986)
En 1986, à son retour de l'OLEN, il est promu directeur adjoint des usines hydrométallurgiques et thermiques de Shituru à Likasi, faisant de lui le premier directeur zaïrois de ces usines. Il dirigeait 3 500 employés et supervisait la production annuelle de 135 000 tonnes de cathodes de cuivre, 7 000 tonnes de cathodes de cobalt et 200 000 tonnes de cuivre affiné et production d'acide sulfurique pour les usines hydrométallurgiques de la Gécamines.

#### Directeur des Usines hydrométallurgiques de Luilu (1987 – 1990)
De 1987 à 1990, Mbaka Kawaya a été directeur des usines hydrométallurgiques de Luilu, dirigeant 1 500 salariés. Il a joué un rôle déterminant dans la production annuelle de 175 000 tonnes de cathodes de cuivre et de 9 000 tonnes de cathodes de cobalt, et dans le démarrage de la première raffinerie électrolytique de cuivre du pays.

#### 1990: Directeur adjoint du Groupe Ouest à Kolwezi
En 1990, Mbaka Kawaya est devenu directeur adjoint du Groupe Ouest à Kolwezi. Dans ce rôle, il était chargé de la métallurgie, notamment avec les concentrateurs de Kolwezi et de Kamoto, les usines hydrométallurgiques de cuivre et cobalt de Luilu, les usines hydrométallurgiques à zinc et à cadmium à Kolwezi.

#### Directeur de la planification, recherche et développement (1992 – 1997)
De 1992 à 1997, Mbaka Kawaya a été directeur de la planification, recherche et développement à la Direction générale de la Gécamines. Dans ce rôle stratégique, il a initié des joint-ventures avec des projets tels que Tenke Fungurume, rejets de Kolwezi et gisements de Ruashi Étoile. Ces initiatives visaient à refinancer la Gécamines et à contribuer au développement économique de la région.

#### Président délégué général (1997 – 1998)
En 1997, Mbaka Kawaya assume le rôle de président délégué général de la Gécamines. Durant cette période, il a mis en place un plan stratégique d'exploitation du cobalt, axé sur les petits gisements de cobalt tels que Kasombo, Kababankola et Twilezembe. Le plan prévoyait la lixiviation directe des minerais cobaltifères pour améliorer les taux de récupération du cobalt.

### Société minière de Bakwanga (MIBA) (2000)
En 2000, Mbaka Kawaya rejoint la MIBA en tant que Directeur technique. Il augmente considérablement la production de diamants en la triplant, et ce en réorganisant le traitement des rejets des laveries et en mettant en place des mesures antivol.

### Ministère des Mines (2000 – 2002)
De 2000 à 2002, Mbaka Kawaya a été vice-ministre des Mines sous les présidents Laurent Désiré Kabila et Joseph Kabila,. Il a contribué à la formulation du Code minier et de sa réglementation, et a défendu le Code minier au Parlement avant sa promulgation par décret présidentiel.

### Cadastre minier (CAMI) (2003 – 2004)
De 2003 à 2004, Mbaka Kawaya a été le premier directeur général du Cadastre minier (CAMI) en République démocratique du Congo, initiant ainsi la création du premier cadastre minier du pays.

## Carrière ultérieure et contributions
Mbaka Kawaya a occupé diverses fonctions, notamment :
- Mandataire minier et consultant en géologie, mines, métallurgie et traitement des minéraux.
- Propriétaire et actionnaire de permis miniers de cuivre, de cobalt et d'or.
- Propriétaire d'une scierie, d'un atelier de menuiserie, d'un atelier de fabrication mécanique et d'une usine de production de cuivre hydrométallurgique.
- Membre du Conseil économique et social (CES)[7]

## Spécialisations et réalisations
Ambroise Mbaka Kawaya a participé à diverses formations et séminaires en management. Il a joué un rôle clé dans la production de la première cathode de cuivre au Bas-Congo. Il a amélioré la qualité des cathodes de cuivre à la Gécamines à 99,9% (cathodes spot bleu).

## Vie privée
Ambroise Mbaka Kawaya Swana était marié et père de dix enfants. Il est décédé le 10 juillet 2015 à Johannesburg, en Afrique du Sud. Son héritage dans l'industrie minière congolaise reste important, avec des contributions significatives aux progrès métallurgiques du pays.